# Asklepiades (Mosaizist)

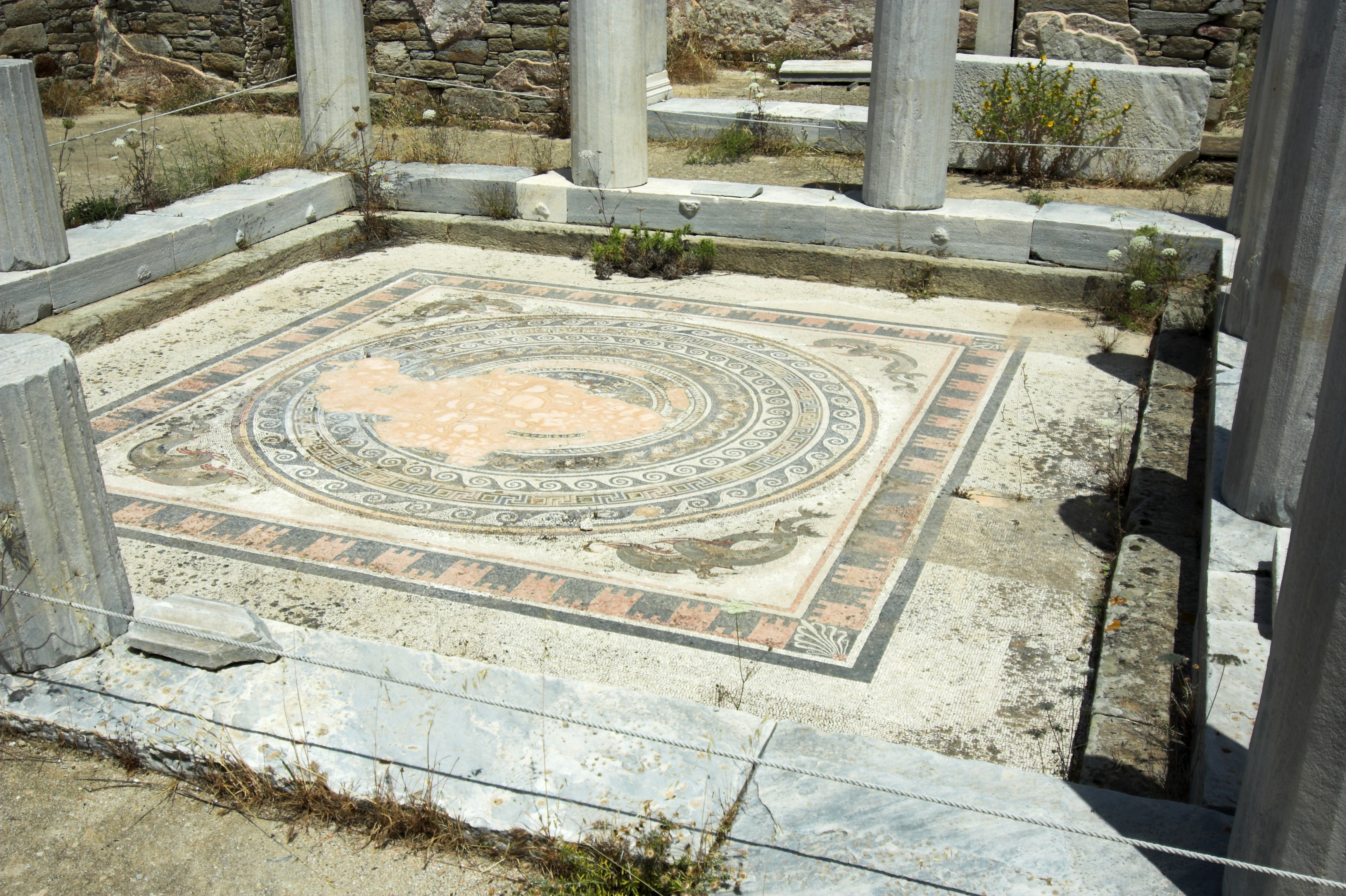
Mosaik im Impluvium des Hauses der Delfine in Delos

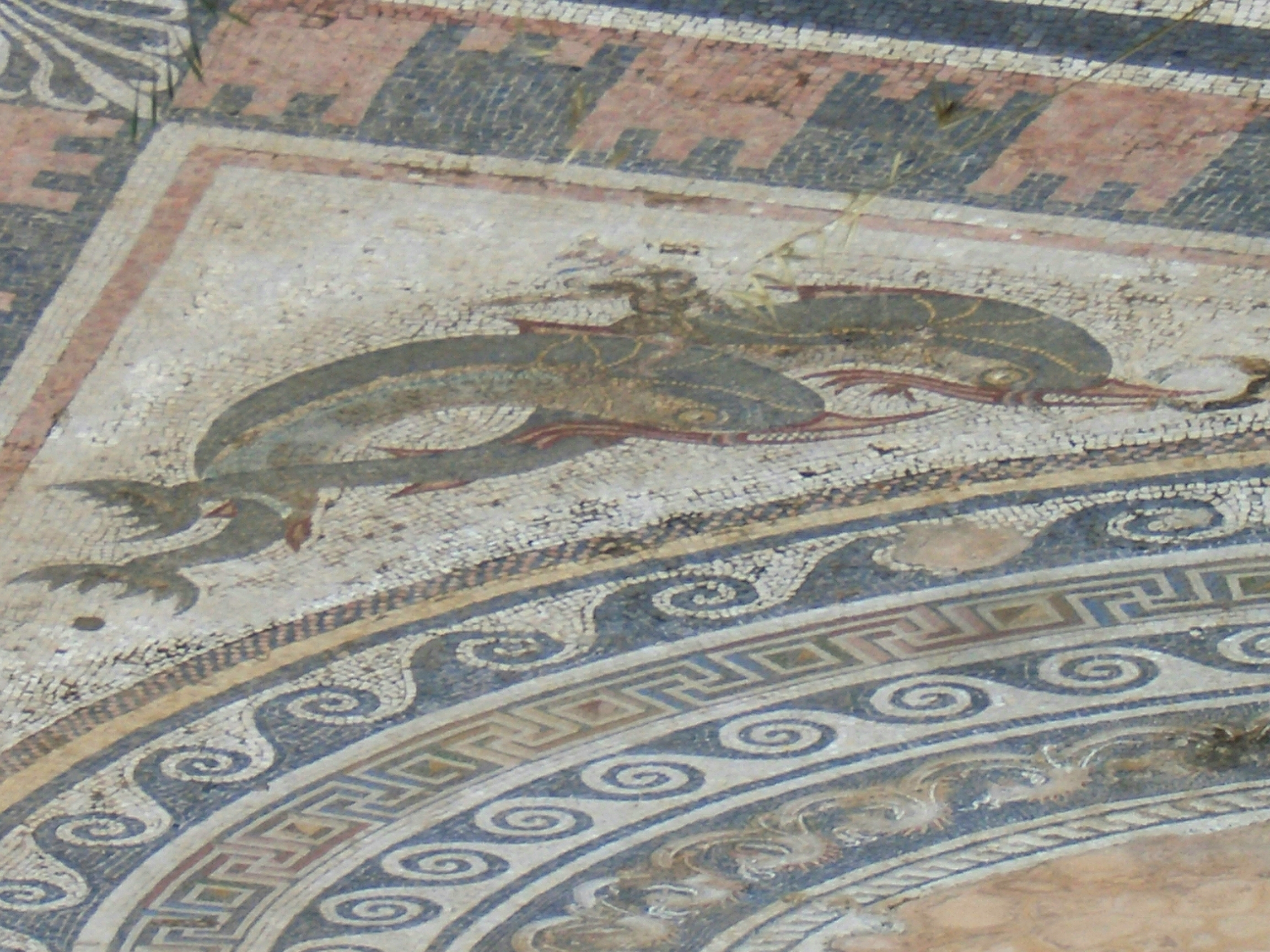
Detail mit Delfinen

Asklepiades (Ἀσκληπιάδης) aus Arados war ein griechischer Mosaizist des Hellenismus, tätig im 2. Jahrhundert v. Chr.
Er ist einzig bekannt durch seine unvollständig erhaltene Signatur ([Ἀσκλη]πιάδης Ἀράδιο[ς] ἐπ̣ο̣ίει) auf einem Mosaik im Peristyl des Hauses der Delfine (Maison des dauphins) in Delos. Das Mosaik besteht aus einem runden Mittelmedaillon, das stark zerstört ist, darum konzentrische ornamentale Kreise, das Ganze in einem quadratischen Rahmen, in den Ecken je zwei Delfine, teilweise mit Reitern.